# Dictyolytta
Dictyolytta is een geslacht van kevers uit de familie oliekevers (Meloidae).
Het geslacht is voor het eerst wetenschappelijk beschreven in 1960 door Selander.

## Soorten
Het geslacht omvat de volgende soort:
- Dictyolytta philippii (Reed, 1873)